# Jorge Pacheco Areco
Jorge Pacheco Areco (castellà: Jorge Alejandro Pacheco Areco)  (Montevideo, 9 d'abril de 1920 - Montevideo, 29 de juliol de 1998) fou un polític i periodista uruguaià, president de la República Oriental de l'Uruguai entre el 6 de desembre de 1967 i l'1 de març de 1972.

## Biografia
Fill i net de polítics, va cursar estudis de Dret que no va finalitzar. Va ser professor de literatura i castellà i periodista del diari El Día del qual va ser director entre 1961 i 1965. Va haver de renunciar a la direcció d'aquest diari a causa del seu suport personal a la reforma constitucional anticolegialista que triomfaria en finalitzar el 1966. Així mateix, va ser diputat entre 1963 i 1967, pel Partit Colorado.
Com a membre del Partit Colorado va ser elegit vicepresident per al mandat d'Óscar Diego Gestido. Va assumir com a president després de la mort d'aquest, ocorreguda el desembre de 1967 com a conseqüència d'un atac cardíac.
Va presidir un govern força autoritari, governant en el marc de mesures promptes de seguretat, reprimint les agitacions socials i la guerrilla dels tupamaros amb duresa i arribant fins i tot a la censura de la premsa i a la prohibició d'alguns partits polítics d'esquerra. És acusat pels seus detractors d'establir les bases per al cop d'estat que tindria lloc el juny de 1973.
En el període de la dictadura va exercir diversos càrrecs com a ambaixador, a Espanya, a Suïssa i als Estats Units.
El 1980 va donar suport al projecte de reforma constitucional proposat per la dictadura, que va fracassar en les urnes al plebiscit del 30 de novembre d'aquell any. Dos anys més tard, en eleccions internes al Partit Colorado, el seu sector, la Unión Colorada y Batllista, va perdre la primacia davant la liberal Llista 15.
El 1984 va ser candidat presidencial, amb Carlos Pirán com a company de fórmula, resultant derrotat internament per Julio María Sanguinetti. La seva candidatura es va repetir el 1989, (acompanyat per Pablo Millor), que va registrar un considerable augment del nombre de vots, i el 1994, (amb Eduardo Ache), ja a un nivell purament testimonial.
Va morir el 29 de juliol de 1998 a Montevideo, a causa d'una insuficiència respiratòria.
El 2003, cinc anys després de la seva mort, el llavors president uruguaià Jorge Batlle Ibáñez va inaugurar el Centre d'Estudis Pacheco Areco, com a homenatge a la seva memòria.
Fora del sector polític, Pacheco va ser, així mateix, un destacat esportista en l'àmbit de la boxa i els aparells.